# District de Ramanagara
Le district de Ramanagara est un district de l'état du Karnataka, en Inde,

## Géographie
Au recensement de 2001, sa population compte 1 030 546 habitants.
Son chef-lieu est la ville de Ramanagara. 